# Concussion (film 2013)
Concussion è un film statunitense del 2013 sceneggiato e diretto da Stacie Passon e interpretato da Robin Weigert. Sebbene non sia un'opera autobiografica la storia si basa, in parte, sulla vita di Passon stessa, che ha subito una lieve commozione cerebrale come quella descritta nel film (poco prima che iniziasse a scrivere la sceneggiatura).

## Trama
La 42enne Abby ha una vita benestante ed è sposata con un'altra donna. Lei e sua moglie hanno due bambini e sono una famiglia stabile. Poi, un giorno, viene gravemente ferita alla testa da una palla da baseball mentre stava giocando con i suoi ragazzi. Tutta la sua ordinata esistenza fatta di palestra, scuola, famiglia e lavoro domestico non la soddisfa più. Mentre viene portata in ospedale continua a gridare: “Non voglio questo!”. Quindi intraprende un progetto di autorinnovamento nella città vicina, dove in breve tempo mette in ordine la sua casa suburbana e si appresta a un significativo cambiamento rispetto alla sua precedente vita. Dopo avere avuto due incontri sessuali con alcune prostitute intraprende anch’essa quel lavoro, però solo con clienti donne.

## Distribuzione
Il film è stato presentato in anteprima al Sundance Film Festival del 2013 e al Berlin International Film Festival 2013. Al Sundance ha ottenuto un accordo con la Weinstein Company per un rilascio limitato nelle sale cinematografiche avvenuto nel 2013.
In Italia è stato distribuito dal Torino GLBT Film Festival il 13 gennaio 2014.

## Accoglienza

### Incassi
Il film ha incassato complessivamente 42.606 dollari americani.

### Critica
Concussion ha ricevuto recensioni generalmente favorevoli, con una percentuale di recensioni positive del 74% su Rotten Tomatoes, su un totale di 54 recensioni, con un voto medio di 6.4/10. Il consenso afferma: "Intelligente, sfumato e sexy, Concussion trascende i suoi momenti più imbarazzanti grazie alla straordinaria interpretazione di Robin Weigert". Su Metacritic il film ha un punteggio di 56/100, basato sulle recensioni di 19 critici, che indica "recensioni miste o medie".

## Riconoscimenti
- Il film ha vinto il premio della giuria ai Teddy Award nella categoria miglior film sui temi LGBT.[6]
- Il film ha vinto ai GLAAD Media Awards 2014 nella categoria miglior film della piccola distribuzione.